# Scaptodrosophila pressobrunnea
Scaptodrosophila pressobrunnea är en tvåvingeart som först beskrevs av Tsacas och Chassgnard 1976.  Scaptodrosophila pressobrunnea ingår i släktet Scaptodrosophila och familjen daggflugor. Inga underarter finns listade i Catalogue of Life.